# Beitske Bouwman
Beitske Bouwman ('s-Hertogenbosch, 1973) is een Nederlandse schrijver.
Bouwman debuteerde in 2005 met Portrettensoep bij Uitgeverij Querido te Amsterdam. Haar debuut werd genomineerd voor de Debutantenprijs der Brabantse Letteren. In augustus 2007 verscheen haar tweede roman Kindengel die vanwege succes drie herdrukken beleefde. Noem het liefde, haar derde roman, verscheen in de zomer van 2010 en werd door de verschillende media lovend ontvangen. De roman werd bekroond met de Publieksprijs der Brabantse Letteren. In 2015 verscheen de novelle 'Daan en Olivia'. Voor haar debuut publiceerde zij in Raster, verhalenbundels en in een enkele gedichtenbundel.
Naast schrijver is Bouwman oprichter van Anaya Academy met als doel mensen in verbinding te brengen met de natuur en te laten ontdekken hoe ze onderdeel zijn van de levendige natuur. Ze werkt oa samen met Het Nationaal Park De Hoge Veluwe. Daarnaast is ze freelance docent aan diverse universiteiten en is ze als kernteamlid verbonden aan Het Natuurcollege. Ze woonde lange tijd in Amsterdam maar verhuisde in 2006 met haar man en drie dochters naar een dijkhuis aan de rivier de Waal.
De pers prijst het werk van Bouwman vanwege haar eigenzinnige stem in de literatuur.